# La Guerre en dentelles
Pour plus de détails, voir Fiche technique et Distribution.
La Guerre en dentelles (The Horizontal Lieutenant) est un film américain réalisé par Richard Thorpe, sorti en 1962.

## Synopsis
À Hawaï, Merle Wye, un lieutenant du service de renseignement de l'armée, tombe amoureux d'une infirmière, Molly Blue, une ancienne camarade d'école. À cause de ses faibles aptitudes au baseball, il est transféré dans l'île de Rotohan, avec la mission de capturer un certain Kobayashi, un Japonais qui vole des denrées « vitales » à l'armée, comme du poisson ou du soda. Après plusieurs tentatives infructueuses, il est sur le point d'être transféré vers un poste encore plus éloigné lorsqu'il découvre par hasard avec Molly, nouvellement affectée à l'hôpital de la base, la cachette du voleur.

## Fiche technique
- Titre original : The Horizontal Lieutenant
- Titre en français : La Guerre en dentelles
- Réalisation : Richard Thorpe
- Scénario : George Wells, d'après le roman The Bottlepop Affair de Gordon Cotler
- Direction artistique : George W. Davis, Merrill Pye
- Décors : Henry Grace, Otto Siegel
- Photographie : Robert J. Bronner
- Son :	Franklin Milton
- Montage : Richard W. Farrell
- Musique : Burton Lane
- Production : Joe Pasternak
- Société de production : Euterpe, Inc.
- Société de distribution : Metro-Goldwyn-Mayer
- Pays de production :  États-Unis
- Langue originale : anglais
- Format : couleur (Metrocolor) — 35 mm — 2,35:1 (CinemaScope) — son Mono (Westrex Recording System)
- Genre : Comédie romantique
- Durée : 90 minutes
- Dates de sortie :
  - États-Unis : 18 avril 1962 (première à San Francisco)
  - France : 18 janvier 1963

## Distribution
- Jim Hutton : Lieutenant Merle Wye (Lieutenant Marc Wye)
- Paula Prentiss : Molly Blue (Pauline Blue)
- Jack Carter (en) : Billy Monk
- Jim Backus : Commander Jeremmiah Hammerslag
- Charles McGraw : Colonel Charles Korotny
- Miyoshi Umeki : Akiko
- Marty Ingels : Timonier Leo Buckles
- Lloyd Kino : Sergent Jess Yomura
- Linda Wong : Michido
- Yoshio Yoda : Sergent Roy Tada
- Yuki Shimoda : Kobayashi
- Irene Tsu : la jeune espionne